# گروسبرسدورف
گروسبرسدورف (به آلمانی: Großebersdorf) یک منطقهٔ مسکونی در اتریش است که در ناحیه میستلباخ واقع شده‌است. گروسبرسدورف ۲٬۱۵۹ نفر جمعیت دارد.